# Mania (musikalbum av Truckfighters)
Mania är det svenska stonerrockbandet Truckfighters tredje studioalbum som gavs ut 2009. Dokumentärfilmen "Truckfighters", gjord av den tyske filmskaparen Joerg Steineck, visar inspelningen av albumet samt följande turné.

## Låtlista
Alla låtar är skrivna av Oskar Cedermalm och Niklas Källgren.
| Nr | Titel         | Längd |
| -- | ------------- | ----- |
| 1. | Last Curfew   | 7:56  |
| 2. | Monte Gargano | 5:16  |
| 3. | The New High  | 5:01  |
| 4. | Majestic      | 13:16 |
| 5. | Monster       | 14:06 |
| 6. | Con of Man    | 6:11  |
| 7. | Loose         | 3:46  |
| 8. | Blackness     | 5:07  |

## Medverkande
- Oskar Cedermalm (Ozo) - bas, sång
- Niklas Källgren (Dango) - gitarr
- Oscar Johansson (Pezo) - Trummor